# Amalie Magelund
Amalie Magelund Krogh (Roskilde, 13 de mayo de 2000) es una deportista danesa que compite en bádminton, en las modalidades de dobles y de dobles mixto.
Ganó tres medallas en el Campeonato Europeo de Bádminton entre los años 2022 y 2025.

## Palmarés internacional
| Campeonato Europeo | Campeonato Europeo     | Campeonato Europeo | Campeonato Europeo |
| Año                | Lugar                  | Medalla            | Prueba             |
| ------------------ | ---------------------- | ------------------ | ------------------ |
| 2022               | Madrid (España)        | Medalla de bronce  | Dobles             |
| 2024               | Saarbrücken (Alemania) | Medalla de bronce  | Dobles mixto       |
| 2025               | Horsens (Dinamarca)    | Medalla de oro     | Dobles mixto       |